# Mi manera de querer
«Mi manera de querer» es una canción de la cantante y compositora mexicana Natalia Lafourcade. La canción fue escrita y producida por ella misma junto con el compositor Adan Jodorowsky y lanzada el 25 de octubre de 2022 como el segundo sencillo de su décimo álbum de estudio De todas las flores, justo tres días antes del lanzamiento del álbum.

## Video musical
El video es fue lanzado al día siguiente (el 27 de octubre) en el canal VEVO de la cantante en la plataforma digital YouTube, este es un audio del mismo. El videoclip tiene en total más de 400 mil vistas. Posteriormente también se lanzó un vídeo lírico y este obtuvo alrededor de más de 320 mil vistas.

## Lista de canciones

### Descarga digital[7]
| Mi manera de querer — Single |                       |          |  |
| N.º                          | Título                | Duración |  |
| 1.                           | «Mi manera de querer» | 3:53     |  |

## Historial de lanzamiento
| Región | Fecha                 | Formato                     | Discográfica             | Ref.  |
| ------ | --------------------- | --------------------------- | ------------------------ | ----- |
| México | 26 de octubre de 2022 | Descarga digital, Streaming | Sony Music Enterteinment | [ 8 ] |